# Robert Zahn (Archäologe)
Robert Zahn (* 9. Januar 1870 in Bruchsal; † 27. November 1945 in Berlin) war ein deutscher Klassischer Archäologe und Direktor der Antikensammlung Berlin.

## Leben und Karriere
Robert Zahn wurde als Kind des Konditors Jakob Zahn geboren. Später gab er an, dass in der elterlichen Konditorei das Interesse an der antiken gewerblichen Kunst geweckt wurde. 1876 siedelte die Familie nach Stuttgart über. Zahn besuchte dort zunächst die Elementarschule, das Abitur legte er am Eberhard-Ludwigs-Gymnasium Stuttgart ab. 1888 begann er damit, an der Universität Heidelberg Klassische Archäologie, Klassische Philologie und Alte Geschichte zu studieren. Seine wichtigsten Lehrer wurden Friedrich von Duhn, Karl Zangemeister, Erwin Rohde und Alfred von Domaszewski. 1893 legte er das philologische Staatsexamen ab und war danach kurze Zeit als Volontär am Heidelberger Gymnasium beschäftigt. 1894 wechselte er als Assistent an das Archäologische Institut der Universität Heidelberg. Er wurde dort 1896 promoviert mit einer Arbeit, die sich mit der Darstellung der Barbaren in der griechischen Kunst und Literatur befasste. Noch im selben Jahr reiste Zahn erstmals nach Griechenland und arbeitete dort an der Ordnung der Vasenfunde der Akropolis-Ausgrabungen mit. Von 1897 bis 1899 war Zahn zwei Jahre nacheinander Inhaber des Reisestipendiums des Deutschen Archäologischen Instituts. Seine dadurch erworbenen Kenntnisse bewog den Leipziger Baedeker-Verlag, ihm die Überarbeitung der kunstgeschichtlichen Einführung der 4. Auflage des Griechenland-Baedekers von 1904 anzuvertrauen.
Nach seiner Rückkehr nach Deutschland wurde Zahn zunächst freier Mitarbeiter an der Antikenabteilung in Berlin und begann damit die Arbeit an der Institution, an der er bis zu seiner Pensionierung wirken sollte. 1901 stieg er zum fest angestellten Direktorialassistenten auf, 1909 wurde er Kustos. Nach dem Tod von Hermann Winnefeld 1918 rückte Zahn auf die Position des Zweiten Direktors auf, nach Theodor Wiegands Ausscheiden aus dem Museumsdienst 1931 wurde er Erster Direktor der Sammlung und verblieb in dieser Position bis zu seiner Pensionierung 1935. Einen Ruf auf die Heidelberger Professur lehnte Zahn 1920 ab, da er nicht auf den täglichen Umgang mit den antiken Originalen verzichten wollte. Von 1928 bis 1936 lehrte er neben seiner Museumstätigkeit als Honorarprofessor an der Berliner Universität. Er starb 1945 nach längerer Krankheit.
In seiner Berliner Zeit entwickelte sich Zahn zu einem international anerkannten Fachmann für antike Keramik, antikes Glas und antiken Goldschmuck. So gelang ihm unter anderem die Lokalisierung der sogenannten klazomenischen Keramik. Seine Arbeiten gingen meist von Einzelstücken oder zusammenhängenden Fundgruppen aus, um auf der Grundlage der Einzelbetrachtungen am Ende ganze Fundgruppen beschreiben zu können. Zudem versuchte er immer, die Funde in einen historischen Kontext zu stellen. Zahns schriftliches Œuvre umfasst vor allem Aufsätze und Berichte sowie Sammlungskataloge. 1921 beschrieb er in zwei Bänden die Sammlung der Galerie Bachstitz, 1929 die Sammlung von antikem Schmuck und antiker Kleinkunst des Baurates Adolf Schiller. Für die Kataloge der Schmucksammlungen der Berliner Sammlung und des Metropolitan Museum of Art in New York leistete er grundlegende Vorarbeiten. Besonderen Wert legte Zahn auch auf die Öffentlichkeitsarbeit, etwa in Form von Museumsführungen und Vorträgen, und versuchte auch junge Menschen an die antike Kunst heranzuführen. Zahn war ordentliches Mitglied der Preußischen Akademie der Wissenschaften. 1924 wurde er zum korrespondierenden Mitglied der Göttinger Akademie der Wissenschaften gewählt.
Zahns Grab befand sich auf dem Friedhof Schöneberg III in Berlin-Friedenau.